# جيغونغ
جيغونغ (بالإنجليزية: Zhigung)‏ هي منطقة سكنية تقع في الصين في أزمة التبت والصين. يقدر عدد سكانها بـ
- نسمة .